# Cyathea venezuelensis
Cyathea venezuelensis är en ormbunkeart som beskrevs av Alan Reid Smith och David Bruce Lellinger. Cyathea venezuelensis ingår i släktet Cyathea och familjen Cyatheaceae. Inga underarter finns listade.